# Аеротунел
Аеротунели, или ваздушни тунели, су основна лабораторијска постројења експерименталне аеродинамике. У њима се контролисано, физички симулира кретање ваздуха. Назив аеротунели је настао, као скраћење, од аеродинамички тунели. Према веома широком спектру намена и потреба испитивања, аеротунели се граде и опремају у различитим варијантама и нивоима инвестиционих трошкова.
У аеротунелима, тело (објекат, нпр. летелица, или њен модел) мирује, а ваздух се креће (опструјава га). Примењен је принцип релативности кретања ваздуха и тела, без утицаја на физикалност, ко се креће, а ко мирује. Овај принцип замене референтног стања је, уопштено, усвојен у теоретској аеродинамици, а код аеротунела је основа њиховог рада.
У аеротунелима се на летелици, или на њеном моделу, мере стационарне и нестационарне аеродинамичке силе и моменти, локални статички притисци и испитује се облик опструјавања применом метода визуелизације. Поред коришћења за развој разних врста летелица, аеродинамика аеротунела је од великог значаја за решавање проблема при пројектовању аутомобила, бродова, возова, мостова, антенских стубова и других објеката.
Први аеротунели су изграђени у Енглеској, 1871. и 1884. године. Били су прекидног рада, с резервоарем под притиском.
 Аеротунел с вентилатором је изграђен касније, 1890. године.

## Аеротунели с континуалним струјањем ваздуха

### Принцип рада
Аеротунели с континуалним струјањем ваздуха се заснивају на обезбеђеној енергији погона, за дуготрајније одржавање потребног режима рада. Пошто постоје техничка ограничења за инсталисање потребне погонске енергије, с таквим аеротунелима се тешко постижу веће брзине од подзвучних.
Аеротунели с континуалним струјањем ваздуха се могу делити на различите начине. То није стандардизовано. Могуће је извршити поделу према конструкцији, према подешености за само неке врсте испитивања, а и на друге начине. Најприсутнија је подела на два основна типа аеротунела. Први је с неповратном ваздушном струјом или Ајфелов тип, други је с повратном ваздушном струјом или Прантлов тип. Аеротунели с неповратном ваздушном струјом се искључиво користе за јефтинија и мање захтевна испитивања.
Код аеротунела с повратном ваздушном струјом, исти ваздух исте масе, континуално струји различитом брзином кроз делове аеротунела. Као и код свих аеротунела и овде је највећа брзина струјања ваздуха у радном делу, око модела. У даљем току се ваздух успорава у малом и великом дифузору, ради смањења губитака због трења, са смањењем брзине. У колектору се убрзава, ради постизања задате брзине при улазу у радни део. Трење се може смањити, али се не може потпуно избећи. Губици због трења су увек присутни у облику топлотне енергије, утрошене на загревање ваздуха и зидова аеротунела. Та енергија се одводи преко хладњака или заменом ваздуха са свежим из атмосфере, преко одговарајућих измењивача.
У циљу смањења губитака се граде аеротунели с двоструким повратним каналима. Кроз два повратна канала се ваздух враћа до колектора са смањеном брзином, па и са смањеним трењем, то јест са смањеним губицима. Ова два повратна канала, се заједно утапају у улаз у колектор. Недостатак ових аеротунела је увећана турбуленција и појава несиметричног струјања у повратним каналима, посебно при постављању модела под углом клизања β.

### Услови сличности
Сличност струјања у лету и у аеротунелу се одређује преко Рејнолдсовог броја  и Маховог броја  = v / c. Утицај различите стишљивости (с бројем Маха) на вредности аеродинамичких коефицијената се занемарује све до вредности M = 0,75, те се може сматрати да је у подзвучним аеротунелима приоритетније реализовати Рејнолдсов број што приближнијим вредностима у лету. 
У чланку Аеродинамика је аналитички дефинисан Рејнолдсов број и објашњене су употребљене ознаке:
{\displaystyle \ R_{e}={\frac {\rho \,l_{a}\ v}{\mu }}}
На повећање Рејнолдсовог броја у аеротунелу се може утицати с повећањем бројиоца {\displaystyle \rho \,l_{a}\mathbf {v} }, из претходне једначине, док се на смањење имениоца, то јест трења μ, не може много утицати. Због техничких ограничења се не могу довољно увећавати {\displaystyle \,l_{a}} и {\displaystyle \mathbf {v} }, те преостаје могућност увећања густине ваздуха ρ, у аеротунелу. За ту намену се граде херметички аеротунели повратне ваздушне струје, с променљивим притиском ваздуха.
Постоје аеротунели с већим натпритисцима. Они су пројектовани по критеријуму оптимизације решења за ефикасну статичку носивост, те им је облик сличан капсули. Ти аеротунели су повратне ваздушне струје и називају се ануларни. За њихов квалитет ваздушне струје важи све што је речено и за аеротунеле с двоструким повратним каналима.
Повећањем притиска, при истој температури, се повећава густина ваздуха. Рејнолдсов број при повећању густине, за исту брзину, расте. То је праћено с порастом брзине звука, односно смањењем Маховог броја. Смањење притиска, у аеротунелу, условљава супротне ефекте. Пример је аеротунел у Пасадени, у Калифорнији, у САД. Тај аеротунел ради с променљивим притиском од једне четвртине атмосферског до притиска четири пута већег од атмосферског. У радном делу, с правоугаоним пресеком (3,66 × 2,59 m), се постижу брзине при одговарајућим притисцима:
{\displaystyle p=0,25at\Rightarrow \,\ v_{max}=1.130km/h;p=1at\Rightarrow \,\ v_{max}=765km/h;}
{\displaystyle p=4at\Rightarrow \,\ v_{max}=418km/h}
Релативно једноставном аналитичком анализом се добија потребно бројно повећање притиска у аеротунелу за остварење истог Рејнолдсовог броја, као у лету.
Физичке величине, везане за лет имају индекс (1), а за аеротунел (2). При обезбеђеној истој температури ваздуха у аеротунелу и у лету, важе релације:
{\displaystyle {\frac {p_{1}}{\rho _{1}}}={\frac {p_{2}}{\rho _{2}}}\Rightarrow \,{\frac {\rho _{1}}{\rho _{2}}}={\frac {p_{1}}{p_{2}}};\quad \ R_{e_{1}}=R_{e_{2}}\Rightarrow {\frac {\rho _{1}\,l_{1}\,\ v_{1}}{\mu _{1}}}={\frac {\rho _{2}\,l_{2}\ v_{2}}{\mu _{2}}}}
За исту температуру је μ1 = μ2, па произилази да је:
{\displaystyle \rho _{1}\,l_{1}\,\ v_{1}=\rho _{2}\,l_{2}\,\ v_{2}\quad \,\Rightarrow \,{\frac {\rho _{1}}{\rho _{2}}}={\frac {l_{2}\,\ v_{2}}{l_{1}\,\ v_{1}}}\Rightarrow \,\qquad \,{\frac {p_{1}}{p_{2}}}={\frac {l_{2}\,\ v_{2}}{l_{1}\,\ v_{1}}}}
{\displaystyle \ v_{1}=\ v_{2}\Rightarrow \,\qquad \,{\frac {p_{1}}{p_{2}}}={\frac {l_{2}}{l_{1}}}}
Резултат анализе је да за успостављену исту температуру и брзину ваздуха, може се реализовати исти Рејнолдсов број, ако се притисак ваздуха у аеротунелу оствари онолико пута већи, у односу на његову вредност у лету, колико је и модел пута мањи од величине авиона.

### Вертикални аеротунел
Вертикални аеротунели се користе за испитивање понашања модела авиона у ковиту. За ова испитивања се гради модел по законитости сличности инерције и геометрије с авионом. Такав се модел поставља у вертикалну ваздушну струју, под великим нападним углом, с чиме се доводи у положај ковита. То је режим лета авиона на великим нападним угловима, преко αkr, с падом узгона и губитком висине. У томе режиму су доминантније инерцијалне, над аеродинамичким силама и моментима. Облик кретања је сличан паду сувог листа с дрвета у јесен. Пошто вертикални аеротунели, као и сви остали, имају ограничене димензије радног дела, с брзом изменом брзине вертикалне ваздушне струје, модел се при испитивању, контролисано одржава на приближно истом положају, то јест на истој висини. Истовремено се мери брзина ваздушне струје у радном делу аеротунела, а с брзом камером се снима понашање модела.
Најважније је испитивање способности модела у командованом вађењу из ковита. За ту сврху се у модел уграђују специјални серво уређаји, с којима се по заданој законитости отклоне командне површине. Границе радног дела вертикалног аеротунела су ограђене меким мрежама, да не би дошло до оштећења модела.
Конструкција вертикалних аеротунела може бити различита, као и код класичних, лежећих. С повратном ваздушном струјом су најчешће је с једним повратним каналом, као руски T-105, у ЦАГИ-ју у Москви. С оваквом концепцијом се добија објекат велике висине, као на слици. Конструктивно компактније је решење с прстенастим повратним каналом, као на шеми. Овај концепт је мање комфоран за прилаз радном делу. Често се вертикални аеротунели граде и с неповратном ваздушном струјом, као што је амерички, приказан на слици.
Специфични, једнонаменски вертикални аеротунели су скупи по критеријуму, односа: инвестициона цена аеротунела-укупни сати његовог ефективног рада. Због те околности већина носилаца развоја авиона избегава инвестицију у њихову изградњу, чак и уз уношење већег ризика у успешност пројекта. Домаћи авиони су сви развијани без експерименталне подршке таквог аеротунела. У прошлости није било промашаја аналитичке процене понашања домаћих авиона у ковиту и ако није било експерименталне подршке. Посебан добар пример су одличне карактеристике авиона, Г-4 Супер Галеба у ковиту.
Без обзира на то повољно искуство, било би корисно поседовати такав аеротунел због експерименталне подршке, потврде и развоја расположивих нумеричких метода.

### Димни аеротунел
Димни аеротунел је неповратне ваздушне струје и искључиво је једнонаменски. Служи за визуелизацију опструјавања око модела ваздушног струјања, измешаног са линијским траговима дима. Дим се генерише у уређају за сагоревање керозина и спроводи се преко филтера до млазница. Помоћу млазница, постављених паралелно с осом симетрије тунела, испушта се тако да прати и обележава правац струјница ваздуха.
Радни део, овог аеротунела, је таквог облика да се у њему најчешће симулира дводимензионално струјање. У овим аеротунелима се остварују брзине до 20 m/s. Није опремљен мерним уређајима, те у њему и нема никаквог мерења. Ово је, у великој лепези постојећих и међусобно различитих врста, најједноставнији и најјефтинији аеротунел. Инвестиције, за његову изградњу, су свега неколико хиљада долара. За разлику од ове врсте аеротунела, нпр. за домаћи трисоник, инвестиције су износиле преко 100 милиона америчких долара. Постоје и далеко скупљи аеротунели, изграђени у високоразвијеним и богатим земљама у свету.

### Воденокавитациони тунел
У воденокавитационом тунелу налази се радни флуид вода, због чега је разумљиво и херметичан. Овај лабораторијски објекат има велики значај у проучавању аеродинамичких феномена, због чега више припада експерименталној аеродинамици, него хидродинамици.
Вода испарава у зависности од температуре и притиска. У тунелу, вода опструјава модел с различитом локалном брзином, у зависности од његове локалне закривљености површине. На местима највеће локалне брзине је најмањи локални статички притисак. Када се тако, за дотичну температуру воде локални статички притисак довољно смањи, почне процес испарења. Што притисак више опада а температура воде више расте интензивније је локално испаравање. На томе месту се показује мехур водене паре. То се у инжењерству назива кавитација, а тај мехур, кавитациони. Тај феномен је, преко доказане аналогије, повезан с појавом локалног Маховог таласа у аеродинамици. Заједничко им је, по дефиницији, да се у тачки највеће локалне брзине јавља прва кавитација, а и први локални ударни талас.
При развоју, авион се аеродинамички обликује, с посебном пажњом за веће брзине лета. При томе је критеријум одлагања појаве ударног таласа на свима његовим деловима до вредности истог за крило. Добро усклађен пројекат авиона је када се његово Mkr обликовањем помери до Mkr његовог крила. Овај критеријум захтева пажљиво обликовање свих делова авиона, посебно оних с већом закривљеношћу површина, као код калоте кабине. За ове експерименталне задатке је погодан кавитациони тунел.
На основу ове аналогије, развијена је и метода експерименталног одређивања  у кавитационом тунелу у Ваздухопловнотехничком институту. Методу је развио др Бранислав Јовановић.
У воденокавитационом тунелу кавитација се може изазвати контролисаним успостављањем одговарајућих параметара притиска и температуре воде. Вода се може грејати, а извлачењем ваздуха изнад њеног нивоа, у наливном лонцу, може се смањивати притисак и у радном делу тунела. У пракси је једноставније ово друго и оно се више користи. Помоћу вакуум пумпе то је брзо и јефтино. Исто тако се, по потреби, може спречити кавитација подизањем нивоа воде у наливном лонцу, чиме се повећава притисак у радном делу воденокавитационог тунела и одлаже кавитација.

### Аеротунели специјалних намена
За експерименталну подршку изучавања природе и пратећих последица залеђивања делова авиона и његових мотора у лету, се граде специјални аеротунели с посебном опремом. У тим аеротунелима се испитују модели на којима се изучава начин формирања леда и ефикасност принципа његовог отклањања. Ти аеротунели су опремљени јаким хладњацима, испред радног дела, иза којих се убацује вештачка киша.
Мерни уређаји се штите грејањем, да не би дошло до њиховог залеђивања. Погонска елиса и скретне лопатице се штите мрежама од механичких оштећења с комадима одвојеног леда, при раду аеротунела. Ова испитивања су од велике важности посебно при развоју путничких и других комерцијалних авиона. У историји ваздухопловства је био већи број удеса и авионских катастрофа због залеђивања делова авиона и мотора у лету. У аеротунелима се испитује и преживљавање авиона и мотора при удару птица. Узрок великом броју удеса и авионских катастрофа је удар птица, најчешће у зони аеродрома, при полетању и слетању. У аеротунелу се симулира удар птице реалне масе и релативне брзине контакта. Проучавају се оштећења, процењује се преживљавање авиона и мотора и конципирају се конструктивна решења у циљу повећања безбедности. Делови и опрема ових аеротунела су посебно заштићени од нежељених оштећења.

## Аеротунели с прекидним радом
Техничко-енергетска ограничења диктирају границе компромисних решења при пројектовању аеротунела већих брзина. Потребна снага расте с трећим степеном, у односу на повећање брзине аеротунела. За постизање надзвучних брзина у аеротунелу, с радним делом довољне величине за испитивање модела на прихватљивом броју Рејнолдса, практично је веома тешко испунити енергетске услове с континуалним вентилаторским системом погона. То су изузетно скупи пројекти, а у томе случају уместо вентилатора се користи компресорски систем, велике проточности. С компресором се може остварити довољна разлика притиска, што је предуслов за постизање потребне кинетичке енергије ваздуха. Тај процес је повезан с великим загревањем, то јест с губицима. Такви аеротунели морају имати ефикасне хладњаке за одвођење топлоте. Однос енергије млаза и укупних губитака, у свима деловима аеротунела, се назива степен доброте. Из разлога неминовности инсталисања великих снага, скупих инвестиција, утрошка велике енергије и малог степена доброте, таквих аеротунела у свету је веома мало. Чешћи случајеви су концепције с прекидним радом, за аеротунеле с крозвучним, надзвучним и хиперсоничним брзинама, у којима се постижу велике брзине с далеко мањом инсталисаном енергијом.

### Принцип рада
Принцип прекидног рада аеротунела заснива се на потенцијалној енергији разлике притиска ваздуха између два простора велике запремине. Спајањем та два простора с брзо-отварајућим вентилом, потенцијална енергија се претвара у кинетичку. На тај начин се постижу велике брзине струјања у ограниченом времену трајања, од простора већег, према простору мањег притиска. У принципу се ови аеротунели могу технички извести на три начина:
- простор већег притиска је резервоар, а простор мањег притиска је атмосфера, као на доњој слици,
- простор већег притиска је резервоар, а мањег притиска је резервоар с вакуумом и
- простор већег притиска је атмосфера, а мањег притиска резервоар с вакуумом.

|                                    |
| Шема аеротунела с прекидним радом. |

Аеротунели с прекидним принципом рада, троше далеко мању енергију од континуалних, по једном упоредном часу испитивања. Инвестиције за њихову градњу су такође далеко ниже. За разлику од континуалних аеротунела, код њих је већи проблем влажности радног ваздуха, што се не може занемаривати. Влажан ваздух изазива кондензацију и стварање леда у радном делу на моделу. Због тих разлога, улазни ваздух се мора претходно осушити (дехидрирати) и никада се не користи ваздух преузет директно из атмосфере. Чак и код претходно наведене последње концепције ваздух преузет из атмосфере се претходно осуши у спремнику, који има еластични поклопац. Еластични или клизећи поклопац спремника одваја осушени од обичног атмосферског ваздуха и са својим померањем обезбеђује сталан атмосферски притисак осушеног ваздуха, за све време његовог истицања. Код сва три решења, рафал траје све док се не изједначи притисак у оба простора. За све време трајања рафала, Махов број је у радном делу аеротунела приближно константан.
Код аеротунела с прекидним принципом рада, пут ваздуха је релативно кратак и праволинијски без скретања и усмеравања, с једноставним истицањем ваздуха из једног у други простор. При таквом струјању ваздуха, исти има тенденцију хаотичног, неуједначеног протицања и кроз радни део аеротунела. Пошто се захтева уједначено, униформно струјање око модела, с одговарајућим фактором турбуленције, у комори се постављају жичане мреже, које иду испред млазника. Те мреже се називају турбулентне мреже.
Аеротунели у којима се постижу брзине струјања ваздуха једнаке и веће од брзине звука, за разлику од подзвучних и окозвучних, имају млазник. Млазник се састоји од конвергентног и дивергентног дела и грла. У грлу се постиже брзина звука. Од геометрије млазника зависи постигнути Махов број, у радном делу аеротунела. Једној вредности Маховог броја одговара једна одређена геометрија млазника. Односно, у радном делу аеротунела постиже се жељени Махов број, успостављањем одговарајуће геометрије млазника. Код мањих и јефтинијих аеротунела млазници се физички замењују, као направљени улошци с којима се остварује задана геометрија. Код модернијих аеротунела то се остварује аутоматским профилисањем еластичних зидова млазника.
Законитост, конвергентно-дивергентног млазника с грлом, произилази из физичке законитости промене брзине струјања ваздуха кроз цев. Једначина континуитета за стишљив ваздух је у аеродинамици дефинисана једначином:
{\displaystyle \,\rho \,A\,\ v=\mathrm {const} \ \Rightarrow d\ln {\left(\rho \,A\,\ v\right)}={\frac {d\rho }{\rho }}+{\frac {dA}{A}}+{\frac {d\ v}{\ v}}=0}
Бернулијева једначина, односно једначина о одржању енергије је у аеродинамици дефинисана, у облику:
{\displaystyle {\frac {\rho \,\ v^{2}}{2}}+p={\text{const}},\ \Rightarrow \ vd\ v+{\frac {dp}{\rho }}=0,\ \Rightarrow \ vd\ v\,+{\frac {dp}{d\rho }}\,{\frac {d\rho }{\rho }}=0,\ \Rightarrow \ vd\ v\,+c^{2}\,{\frac {d\rho }{\rho }}=0}
Пошто је {\displaystyle c^{2}={\frac {dp}{d\rho }}}, и њиховим ослобађањем, из обеју једначина, добија се: {\displaystyle {\frac {dA}{A}}={\left(M^{2}-1\right)}{\frac {d\ v}{\ v}}}
Промена пресека млазника за три карактеристичне области брзина:
- Подзвучно струјање, М < 1. За пораст {\displaystyle {\frac {d\ v}{\ v}}} опада {\displaystyle {\frac {dA}{A}}}. Значи, повећање брзине се постиже са сужењем млазника.
- Надзвучно струјање, М > 1. При порасту {\displaystyle {\frac {d\ v}{\ v}}} расте и {\displaystyle {\frac {dA}{A}}}. Значи, повећање брзине се постиже с повећањем површине попречног пресека млазника,
- Крозвучно струјање, М = 1. Горња једначина има два решења, {\displaystyle {\frac {dA}{A}}=0} и {\displaystyle {\frac {d\ v}{\ v}}=\infty }. Прво је реално решење, док друго није физички могуће. Произилази да се брзина звука постиже у грлу млазника сагласно првом математичком решењу. Ова законитост је приказана и графички на слици, десно. По овој законитости дефинисани млазник се назива Лавалов млазник.[17]

Законитост промене пресека млазника у функцији Маховог броја, се добија из горње, једначине континуитета, за изентропско струјање с експонентом адијабате k = 1,4:
{\displaystyle {\frac {A}{A^{*}}}={\frac {1}{M}}\left[{\frac {5}{6}}\left(1+0,2M^{2}\right)\right]^{3},}
где је A* површина попречног пресека грла, а A је површина разматраног попречног пресека млазника, којем одговара вредност M.
Очигледни су, из претходне једначине, закључци: да постоји једно решење за A* = A, при M = =1 и да су у свима осталим случајевима односи површина A и A* већи од један а одговарају им по две вредности Маховог броја. Из првог закључка произилази да се у грлу млазника постиже M = =1, а из другог да се и лево и десно од грла млазник проширује.
Расподела површина попречних пресека, дуж x осе млазника, одвија се према изентропском закону промене параметара струјања ваздуха.
Код трисоничног аеротунела Т-38, У Ваздухопловнотехничком институту, приказаном на скици (на претходној слици), зидови млазника (еластичне плоче) се аутоматски профилишу по горе приказаној законитости за жељени Махов број. Оператор задаје, преко рачунара, Махов број, а рачунар срачуна геометрију и даје одговарајуће елементе сваком покретачу понаособ, за померање еластичних плоча у датим геометријским тачкама. То се ради само при испитивању на и већим брзинама од брзине звука. На подзвучним и окозвучним брзинама еластичне плоче се профилишу по законитости колектора аеротунела за дозвучне брзине.
Овај аеротунел је опремљен с резервоарима ваздуха под притиском од 20 bara, запремине 2.600 m³. Трајање рафала се креће у границама од 6 до 60 секунди, зависно од остварене брзине у радном делу аеротунела.
Радни део је димензије 1,5 × 1,5 m, за испитивање тродимензионалних модела на подзвучним и надзвучним брзинама, сагласним Маховим бројевима од 0,2 до 4.
За испитивања на крозвучним (трансоничним) брзинама, аеротунел је опремљен са две коморе или радна дела, димензија 1,5 × 1,5 m за тродимензионалне моделе и мањи за дводимензионалне моделе 0,38 × 1,5 m.
За пројектанте летелица од велике су користи резултати мерења у функцији Махових бројева остварљивих у том аеротунелу, у распону од М = 0,2 до М = 4. Поред тога, ти резултати у делу подзвучних брзина су упоредиви с резултатима из подзвучних аеротунела, већих димензија (с већим Рејнолдсовим бројевима), у функцији формирања законитости утицаја Рејнолдсовог броја на резултате конкретног мерења. При испитивању у великом подзвучном аеротунелу Т-35, у осмоугаоном радном делу димензија главних оса 4,4 × 3,2 m, Рејнолдсов број је око три пута већи у односу на у трисоничном, при испитивању на истим Маховим бројевима. Упоређењем тих резултата, у целом заједничком распону Махових бројева од 0,2 до 0,95, се добија поуздан показатељ за формирање законитости утицаја Рејнолдсовог броја.
Аеротунеле за хиперсоничне брзине прате и додатне тешкоће. У њима су брзине струјања ваздуха веома велике, сагласне Маховим бројевима М > 6. На тим брзинама престају могућности за апроксимације, у разматрању ваздуха као идеалног гаса. Ове велике брзине, у лету, прате веома високе температуре, чак и преко 10.000 °C. Аеротунели с овим брзинама су тешко изводљиви с потребним димензијама радног дела. Поготово не и са симулацијом тако високе температуре. Одвојено од тога проблема, тешко је решавати и појачан проблем кондензације ваздуха, односно његовог сушења грејањем, пре употребе. За Махове бројеве М = 6 потребно је загрејати улазни ваздух на 200 °C, а за М = 8 на 450 °C. То је већ висока загрејаност структуре тога дела аеротунела, што изазива нежељено ширење и промене димензија делова. На основу Клаузиус-Клапејронових једначина и експерименталних података добијен је образац за одређивање температуре улазног ваздуха у келвинима, за жељени Махов број и за улазни притисак у атмосферама:
У Институту, је изграђен хиперсонични лабораторијски аеротунел, с кружним обликом радног дела пречника 22 mm. Тај аеротунел нема симулацију високих температура, изворни му је притисак 30 bara, a трајање млаза је до 60 секунди, с максималним Маховим бројем М = 7. Изглед тога лабораторијског, хиперсоничног аеротунела је на слици, десно.

## Ударна цев
Ударна цев је лабораторијско постројење експерименталне аеродинамике, исте је намене као и остали аеротунели. Због специфичног изгледа и начина изградње подсећа на цев, а према начину успостављања струјања асоцира на удар (експлозију). Из тих разлога се та врста аеротунела назива ударна цев. Струјање ваздуха је прекидног принципа, временски далеко краћег трајања рафала, у односу на аеротунеле с прекидним радом. Рафал у ударној цеви траје свега неколико милисекунди (ms). Према решењима, је ударна цев најближа аеротунелима с прекидним радом, код којих се струјање ваздуха успоставља између посуда с високим притиском и с вакуумом. За разлику од тих аеротунела, ударна цев је модуларна, гради се од сегмената цеви истих или сличних димензија пресека. Пресеци сегмената цеви су најчешће кружног облика, али могу бити и правоугаоног или квадратног. Као што је приказано на шеми, модули су: комора високог притиска, комора с вакуумом, комора за убрзање ваздуха, Лавалов млазник и радни део. Између комора за ваздух високог притиска и коморе за убрзање се поставља метална дијафрагма (фолија). Због повећања запремине ваздуха под високим притиском, на комору се надовезују и боце с високим притиском ваздуха. Део с високим притиском одваја дијафрагма, од преосталог дела ударне цеви под вакуумом. Разбијањем дијафрагме се успоставља струјање ваздуха кроз ударну цев, односно око модела у радном делу. Разбијање дијафрагме је контролисано. Може се изазвати вештачки, а може и с постепеним повећањем разлике притиска између натпритиска и вакуума. Подешава се тренутак и начин прскања, с претходним нарезивањем иницијалног канала одређеног облика и дубине, на металној дијафрагми. Након прскања дијафрагме, због велике разлике притиска, ствара се компресиони талас, који при одговарајућој температури и притиску ваздуха, у комори убрзања ваздуха, прелази у ударни талас. Тај талас путује кроз комору константног пресека, све до улаза у Лавалов млазник, у коме се убрзава до жељеног Маховог броја у радном делу.
Разним комбинацијама модула, може се мењати растојање између дијафрагме и млазника а може се замењивати и радни део. Од растојања између дијафрагме до млазника, за исту разлику притиска ваздуха зависи постигнути Махов број, на улазу у млазник.
У радном делу ударне цеви се може остварити квалитетно струјање ваздуха у подзвучној, крозвучној, надзвучној и хиперзвучној области брзина.
Ударне цеви су релативно јефтине инсталације и могу у више случајева да замењују класичне аеротунеле. Посебно су погодне за симулацију хиперсоничних брзина. С њима се могу превазићи наведени проблеми код хиперзвучних аеротунела. Захваљујући ефекту загревања ваздуха у комори убрзања, кроз ударни талас, се може постићи температура у радном делу и до 10.000 °C. To су температуре које прате хиперсоничне брзине и у лету. За разлику од хиперсоничних аеротунела, ова висока температура ваздуха се постиже испред радног дела. Кратко траје, тако да нема већих загревања додирне структуре уређаја са штетним последицама. Уместо ваздуха се могу користити и други гасови: азот, хелијум, кисеоник и други.
У ударној цеви је тешко измерити аеродинамичке силе и моменте на моделу у делићу секунде, за колико траје рафал струјања ваздуха. На садашњем нивоу развоја технике мерења и опреме за ту намену, то се успешно решава. Из тих разлога те инсталације су у прошлости првенствено коришћене за визуелизацију струјања у великом распону брзина, чак сагласних Маховим бројевима и до М = 10. Посебно су развијана оваква постројења експерименталне аеродинамике у Румунији, захваљујући њиховом истакнутом стручњаку др Лукијану Думитреску.

## Комбинација континуалног и прекидног принципа рада аеротунела
Подзвучни аеротунели се граде с већим димензијама радног дела, што обезбеђује веће Рејнолдсове бројеве при испитивању. Конструкторима летелица, посебно авиона, требају у тим условима и већи Махови бројеви због утицаја стишљивости на резултате испитивања. Посебан је интерес располагати резултатима испитивања у крозвучној области брзина, али не на штету смањења Рејнолдсових бројева. У таквим контрадикторним условима потреба и датих енергетских ограничења, конструктори аеротунела налазе излаз у повећању брзина постојећих подзвучних аеротунела с увођењем додатне енергије погона с минималним реконструкцијама и инвестицијама. Један од погодних начина је увођење допунске енергије инјекторским повећањем брзине у радном делу. На крају радног дела аеротунела се равномерно по ободу распореде инјекторске млазнице, кроз које се убризгавају млазеви ваздуха под великим притиском, у смеру струјања. Млаз ваздуха кроз млазнице је веће брзине и он повлачи за собом и убрзава основно струјање у аеротунелу.
По томе принципу је повећана брзина и у великом подзвучном аеротунелу Т-35 у Ваздухопловнотехничком институту.
Овај аеротунел има Рејнолдсов број 10.000.000, по дужном метру, погон с дванаестокраким вентилатором, пречника 8,5 m (види се на слици) и инсталисану дуготрајну снагу од 7200 kW, а краткотрајну до 10.000 kW. У радном делу аеротунела се постиже брзина до 180 m/s (M < 0,6 ).
Планирана је и делимично изведена надградња с инјекторским ефектом у две варијанте, без и са крозвучним улошком. Приказано је на слици, десно. С овом надградњом се постижу Махови бројеви M < 0,8 без и M < 0,95 с (за сада неизграђеним) улошком. Ваздух под притиском за инјекцију се користи из система високог притиска трисоничног аеротунела. Са крозвучним улошцима је побољшано струјање и повећана је брзина, односно Махов број у радном делу аеротунела.

### Блокирање попречног пресека радног дела
У принципу се у аеротунелима јављају проблеми у струјању у радном делу с брзинама које одговарају M ≈ 1. При тим брзинама се јавља проблем блокирања попречног пресека радног дела с присуством модела. Модел својим присуством ствара ефекат грла, у равни свога највећег попречног пресека. Услед тога ефекта, је највећа брзина у томе попречном пресеку. У њему се првом јављају ударни таласи, који након одбијања од зидова радног дела потпуно поремете струјање, с чиме исто престаје бити упоредиво са струјањем око конкретног тела у слободном лету. Та појава се назива ефекат блокирања. Погодан пример за разумевање овог проблема је ако се претпостави да је радни део кружног пресека а да је модел пројектил осносиметричног пресека. Тада је проточни пресек између зидова радног дела и модела прстенаста површина A*, кроз коју струји ваздух. То је најмања површина попречног пресека склопа: модел-радни део. У томе пресеку се ствара исти ефекат прве појаве брзине звука, као у грлу у Лаваловом млазнику.
Ефекат блокирања се може схватити анализом једначине измене односа површине пресека радног дела A, и најужег проточног пресека на месту модела A*. За ту анализу важи иста једначина као за Лавалов млазник (последња, изнад слике трисоничног аеротунела). Према тој једначини произилази да се проблем блокирања може једино избећи ако је A* = A, то јест ако се модел смањи на нулу. Из тих разлога се дуго сматрало да у аеротунелима није могуће испитивати моделе на крозвучним брзинама.
Касније је откривено да се појава блокирања може ублажити и потпуно уклонити са специјалном врстом зидова радног дела аеротунела. Један од начина су перфорирани зидови радног дела, с чиме се спречива рефлексија ударних таласа.
Перфорирани зидови су приказани на слици, десно. Први пут су примењена ова специјална решења, с уграђеним цевчицама у зидове крозвучне (трансоничне) коморе у аеротунелу Т-38, у Ваздухопловнотехничком институту. Та се уградња изводи под углом, пре коначне обраде челичних плоча зидова. Коначна обрада се изводи у склопу, тако да су уста цеви потпуно у равни зида. С бочним одсисавањем ваздуха, кроз тако перфориране плоче, се уклања ефекат грла и блокирања у склопу радног дела с моделом. Ефикасност се обезбеђује с подешавањем количине одвођења ваздуха кроз перфориране зидове радног дела, што се изражава у процентима.

## Технологије мерења у аеротунелима
Најједноставнији начин одређивања аеродинамичких сила и момената, који делују на неко тело при његовом кретању кроз ваздух, јесте мерење. За потребе мерења се поставља дотично тело, или његов модел, у ваздушну струју у аеротунелу. Модел се поставља у радни део аеротунела, у коме је струјање ваздуха устаљено и униформно. Посредно се модел поставља преко мерних уређаја, који се називају аероваге. На аероваге се преноси оптерећење од аеродинамичких сила и момената на различитим нападним и угловима клизања модела при успостављеној брзини струјања ваздуха у радном делу аеротунела. Преко мерних делова аероваге, се региструју оптерећења од аеродинамичких сила и момената. Истовремено се мери брзина, притисак и температура ваздуха, у радном делу аеротунела. С познатом геометријом модела, на основу измерених величина аеродинамичких сила и момената, једноставно се аналитички одређују њихови коефицијенти за одговарајући Рејнолдсов и Махов број струјања ваздуха.
У аналитичкој и експерименталној аеродинамици је увек основни задатак одредити три силе и три момента, сагласно аеродинамичком координатном систему. У аеротунелима се осе аеродинамичког координатног система поклапају с осама радног дела.

### Мерење расподеле притиска
Мерењем локалног статичког притиска, у довољно густо распоређеним тачкама на површини аеродинамичког тела, добија се слика расподеле притиска. Проучавањем и интеграцијом тако добијене расподеле притиска, решавају се важна питања при пројектовању авиона, као што су:
- одређивање силе узгона и отпора,
- одређивање центра потиска,
- одређивање расподеле дуж тетиве и размаха крила,
- одређивање највеће локалне брзине, по месту и интензитету,
- одређивање критичног Маховог броја,
- одређивање расподеле оптерећења, коју преноси оплата крила,
- одређивање типа и карактера граничног слоја.

Опрема и методологија мерења, донедавно су били класичног типа, засновани на манометрима са стакленим "{\displaystyle \ U}" цевима, с воденим или живиним стубом, као на слици. У воденокавитационом тунелу су увек са живиним стубом. У ери дигиталне технологије, електронике и аутоматике, опрема поставе мерења, је далеко више софистицирана, али је мање очигледности за објашњавање принципа мерења.

Један крак "{\displaystyle \ U}" цеви је спојен с местом у радном делу, одакле се преноси референтни статички притисак {\displaystyle \ p_{r}}, а други с отвором на моделу, одакле се узима локални статички притисак {\displaystyle \ p_{i}}. Интегрисањем већег броја "{\displaystyle \ U}" цеви се добија манометар. Њихов један крај се спаја заједно са референтним извором притиска а други са локалним отворима на моделу. Већи број отвора даје већу тачност расподеле притиска. Модели за испитивање расподеле притиска су доста сложени. Цевчице се морају утапати у контуру модела, тако да додирују површину, али је не мењају.
Отвори, за узимање статичког притиска, буше се у линијама у изабраним пресецима модела и у правцу струјања ваздуха. Сви отвори, на свима пресецима се затварају танком лепљивом фолијом. Пресек на коме се тренутно мери статички притисак, ослобађа се од лепљиве фолије. Алтернативно, до сваког мерног отвора се води посебна цевчица, што је могуће применити када је у питању мањи број мерних места.
Мерења локалног статичког притиска заснива се на очитавању разлике воденог, односно живиног стуба "{\displaystyle \ U}" цеви манометра Δh, при успостављеном стационарном опструјавању модела.
{\displaystyle \ p=\Delta \,h\,\gamma \,\Rightarrow \,\gamma \,} је специфична тежина воде или живе
Интеграцијом разлике расподеле притиска, на горњаци и доњаци крила, добија се нормална сила на тетивну раван, где је {\displaystyle \ l_{i}} локална тетива a {\displaystyle \ b} размах крила. Расподела дуж тетиве крила, по јединици размаха:
{\displaystyle \ R_{i}=\int \limits _{0}^{l_{i}}\Delta \,p\,dl\Rightarrow \,C_{R_{i}}={\frac {R_{i}}{q\cdot l_{i}}}\Rightarrow \,{\frac {1}{l_{i}}}\int \limits _{0}^{l_{i}}{\frac {\Delta \,p\,}{q}}\,dx\Rightarrow \,}
Где је: {\displaystyle \Delta \,p\,=p_{G}-p_{D}} – разлика притиска на горњаци и доњаци
Расподела по целој површини крила, бездимензионо изражено је:
{\displaystyle C_{R}={\frac {1}{b}}\int \limits _{0}^{b}C_{R_{i}}dy\Rightarrow \,{\frac {1}{b}}{\frac {1}{l_{a}}}\int \limits _{0}^{b}\int \limits _{0}^{l_{i}}{\frac {\Delta \,p\,}{q}}\,dxdy\Longleftrightarrow \,C_{R}=C_{z}\,\cos \alpha \,+C_{x}\,\sin \alpha \,\Rightarrow \,}
Где је: {\displaystyle \alpha \,} – нападни угао; {\displaystyle \ l_{a}\,} – средња аеродинамичка тетива.
Електронско-рачунарска опрема, с увођењем аутоматике, поједностављује и далеко убрзава поступак мерења расподеле притиска на моделу у аеротунелу. У тачке мерења локалног притиска на моделу се уграђују минијатурни прецизни давачи (сензори) притиска. Они су сви електрично повезани с брзим скупљачем података, а овај са рачунаром. Скупљач података брзо покупи све сигнале о стању притиска, на свима давачима, и све спроведе до рачунара. Са овом опремом се сними расподела притиска за неколико минута, што је раније трајало данима уз дуготрајан рад аеротунела. Рачунар приказује резултате према урађеном програму, по жељи, табеларно и графички.

### Мерење стационарних карактеристика
Од многобројних могућности и реалних потреба испитивања у аеротунелима, најчешће и најважније је мерење аеродинамичких сила и момената са аеровагама. Три силе се мере у међусобно управна три правца аеродинамичког координатног система, а моменти око њих, без међусобног утицаја и мешања.
Аеровага се проверава баждарењем. При томе се одређују односи заданих величина сила и момената и добијених показивања, у целом распону мерења, без рада аеротунела. Ти односи, добијени баждарењем, су: {\displaystyle \ k_{z};k_{x};k_{y};k_{m};k_{n};k_{l}\,}. Ако су ове величине непроменљиве, у целом распону мерења, онда је уређај квалитетан. Ако није онда се врши корекција резултата, према добијеном дијаграму баждарења. При овоме је чест проблем, феномен хистерезиса.
Аероваге могу бити међусобно врло различите, по принципу мерења, конструкцији, могућности, броју и интензитету мерних величина итд. Без обзира што су сложене, с аеровагама које мере свих шест компонената су редовно опремљени сви квалитетнији аеротунели с подзвучним и крозвучним брзинама. Једноставније аероваге су трокомпонентне. Њихово коришћење се заснива на одвојеном посматрању уздужног од попречносмерног кретања авиона у аеродинамици.
Трокомпонентна аеровага за мерење аеродинамичких величина уздужног кретања мери: узгон, отпор и моменат пропињања, што је сасвим довољно за прорачун перформанси и уздужне статичке стабилности авиона. Аероваге могу бити спољне и унутрашње. Спољне су смештене изван контуре модела. Аеродинамичко оптерећење с модела се преноси на делове ароваге преко профилисаних носача (ногу). На датој слици је шематски приказана спољна аеродинамичка вага с платформом, с које се издвајају свих шест компонената аеродинамичких сила и момената. Раније је интензитет тих компонената мерен механичким средствима (динамометрима), а сада се то реализује с електронским мерним елементима, с мерним тракама.
Основни кинематички пројекат аероваге је остао исти, само су извршни мерни елементи различити. Унутрашње аероваге се уграђују у трупни део модела. Њихова конструкција је од мерних елемената (с мерним електронским тракама) повезаних, преко посредника, за тело модела. Мерни елементи већих димензија нису применљиви за унутрашње ваге, због ограничених запреминских услова уградње. Унутрашње аероваге се обично праве са шест мерних компоненти.

За спољну аеровагу с платформом, шематски приказаном на слици, се одређују компоненте аеродинамичких сила и момената помоћу једначина:
{\displaystyle \ R_{z}=-k_{z}\left(F_{z_{1}}+F_{z_{2}}-F_{z_{3}}\right);\ \,\ R_{y}=-k_{y}F_{y};}
{\displaystyle \,R_{x}=-k_{x}\left(F_{x_{1}}+F_{x_{2}}\right);\qquad \,N=-{k_{n}}\left(F_{x_{2}}-F_{x_{1}}\right){\frac {c}{2}};}
{\displaystyle M=-k_{m}F_{z_{3}}\ e;\ \qquad \,\qquad \,\ L=k_{l}\left(F_{z_{1}}-F_{z_{2}}\right){\frac {c}{2}};}
Једновремено, с мерењем аеродинамичких сила и момената, мере се и параметри струјања ваздуха: брзина {\displaystyle \ v}, температура t и притисак p. На основу измерених величина свих релевантних параметара и познате геометрије модела, аналитички се одређују аеродинамички коефицијенти:
{\displaystyle C_{z}={\frac {R_{z}}{qS}};\quad \,C_{x}={\frac {R_{x}}{qS}};\quad \,C_{m}={\frac {M}{qSl_{a}}};\quad \,C_{y}={\frac {R_{y}}{qS}};}
{\displaystyle C_{n}={\frac {N}{qSb}};\quad \,C_{l}={\frac {L}{qSb}}}
Где су:
{\displaystyle S,\,l_{a}\,b}, су површина, средња аеродинамичка тетива и размах крила модела, а
{\displaystyle q={\frac {\rho \,\mathbf {v} ^{2}}{2}}} је динамички притисак.
Мерење сила и момената, које прихватају и преносе полуге аероваге, с електроником се заснива на принципу измене електричног отпора у мерним тракама, при њиховој еластичној деформацији заједно с елементом на који су налепљене. Микронапон, услед деформација мерног елемента, се добија повезивањем деформисане и референтне мерне траке (или две супротно оптерећене) у Витстонов мост, као што је приказано на горњој, десној слици. Тај електронски сигнал се појачава и региструје у дигиталним јединицама у сразмери с интензитетом оптерећења, добијено баждарењем.
Последњих година су присутна интензивна истраживања и развој електро-магнетних аеровага. С овим аеровагама не постоји проблем утицаја носача модела на његову аеродинамику, односно на резултате мерења. Модел је слободан у радном делу као и авион у лету. Модел се поставља у аеротунел без носача, у електромагнетно поље, с чијим интензитетом се управља са затвореном петљом аутоматског управљања. За задани нападни угао и угао скретања се одржава равнотежа с електромагнетима и то на основу висине потребног напона струје у калему позната је мерена сила. Сензори су систем са светлосним зрацима и фото ћелијама и с њима се региструје одступање (грешка) позиције модела од задатог.
На основу измерене две вредности силе на познатом растојању, одређена је резултујућа и одговарајући момент.
Аеродинамички коефицијенти, измерени у аеротунелу, се коригују на услове лета с Рејнолдсовим и Маховим бројем и користе се у аеродинамичким прорачунима летелице.

### Мерење дериватива стабилности
Изводи аеродинамичких сила и момената по променљивима се називају деривативи стабилности. Аеродинамичке карактеристике стабилности летелица се аналитички одређују с непоузданим и веома сложеним поступцима. Развој и потврда, тих аналитичких метода, би били незамисливи без допуна и потврде експеримената, у лету и у аеротунелима. У лету је тешко и ризично варирати могућа решења, ради одређивања законитости, потребних за аналитичку дефиницију. Зато су незаобилазне експерименталне методе у аеротунелима на моделима. Те методе су релативно новијег датума, наметнуте су наглим развојем летелица и усложњавањем њихових проблема са стабилношћу и управљивошћу.
Пораст брзина и носивости променљивог терета летелица је праћен проблемима стабилности и управљивости. Ти проблеми су постали посебно приоритетни почетком Другог светског рата, када су борбени авиони имали убрзан развој и када су непознати феномени претицали одговоре стручњака на њихово решавање.
стручњака на њихово решавање.
Деривативи стабилности у аеродинамици с већим приоритетом мерења су:
- у уздужном кретању {\displaystyle \Rightarrow C_{m_{\dot {\alpha }}};\quad C_{m_{q}}}
- у бочном кретању {\displaystyle \Rightarrow C_{n_{\dot {\psi }}}=C_{n_{r}};\quad C_{n_{\beta }};\quad C_{l_{p}}}
- купловани (унакрсни, у бочном кретању) {\displaystyle \Rightarrow C_{l_{r}};\quad C_{n_{p}};\quad C_{l_{\beta }}}

Технологија мерења дериватива стабилности је сложена и интердисциплинарна. Поред познавања аеродинамике аеротунела, потребна су висока знања из математичког моделирање, теорије осцилација и примене електронике у мерењу.
Све методе се заснивају на успостављању осцилаторног кретања модела, око задате његове осе, у аеротунелу. Осцилације могу бити слободне и принудне, с малим поремећајима у линеарном домену. Уређаји за мерење методом слободних осцилација су једноставни. Математичко моделирање тога процеса је једноставније, у односу на друге методе. Та метода је мање тачности, због непостојања могућности контроле времена трајања процеса, због брзог смирења модела после поремећаја. То неповољно утиче на тачност мерења и регистровање података. Један од најједноставнијих примера је мерење пригушног дериватива стабилности по правцу, услед угаоне брзине око z осе модела {\displaystyle \ C_{n_{r}}}, помоћу вертикалне ветренице, методом слободних осцилација (слика десно).
Принцип мерења је релативно једноставан. У радном делу аеротунела се успостави стационарно струјање и вратило ветренице се заједно с моделом изведе из равнотежног положаја за угао {\displaystyle \psi _{0}} < 10°, због захтева за испуњење услова линеарности.
После стабилизације ваздушне струје око модела, ветреница с моделом се пусти да слободно осцилује. Дијаграм осциловања се сними и његов изглед је као што је приказано на слици. Синтезом и анализом снимљеног кретања и његовог математичког модела одређује се обртни дериватив пригушења око z осе модела, односно авиона. Математички модел равнотеже система ветреница-модел око z осе је:
| \| {\displaystyle \ M_{in}=M_{a}+M_{meh}=} {\displaystyle J_{z}{\ddot {\psi }}=\left(N_{r}-f_{tr}\right){\dot {\psi }}-\left(N_{\beta }+k\right)\psi } \| | {\displaystyle {\bigg \|}\Rightarrow } | Где су: - {\displaystyle M_{in}={\frac {\partial {M_{in}}\,}{\partial {\ddot {\psi \,}}}}{{\ddot {\psi }}\,}} – момент услед инерције система - {\displaystyle \ M_{a}={\frac {\partial N}{\partial r}}r-{\frac {\partial N}{\partial \beta \,}}\beta ,\,} – аеродинамички моменти модела - {\displaystyle M_{meh}={\frac {\partial M_{meh}}{\partial {\dot {\psi }}}}{\dot {\psi }}+{\frac {\partial M_{meh}}{\partial \psi }}\psi } – момент услед механичког трења у лежајевима и крутости опруга ветренице |
| {\displaystyle \ M_{in}=M_{a}+M_{meh}=} {\displaystyle J_{z}{\ddot {\psi }}=\left(N_{r}-f_{tr}\right){\dot {\psi }}-\left(N_{\beta }+k\right)\psi }       |                                        | |

| \| {\displaystyle J_{z}={\frac {\partial {M_{in}}}{\partial {\ddot {\psi \,}}}},\ \,\ \ N_{r}={\frac {\partial N}{\partial r}},\ N_{\beta }={\frac {\partial N}{\partial \beta \,}}} {\displaystyle f_{tr}={\frac {\partial M_{meh}}{\partial {\dot {\psi }}}},\,k={\frac {\partial M_{meh}}{\partial {\psi }}}} \| | {\displaystyle {\bigg \|}\Rightarrow } | Изводи момената по променљивима су константе. |
| {\displaystyle J_{z}={\frac {\partial {M_{in}}}{\partial {\ddot {\psi \,}}}},\ \,\ \ N_{r}={\frac {\partial N}{\partial r}},\ N_{\beta }={\frac {\partial N}{\partial \beta \,}}} {\displaystyle f_{tr}={\frac {\partial M_{meh}}{\partial {\dot {\psi }}}},\,k={\frac {\partial M_{meh}}{\partial {\psi }}}}       |                                        |                                               |

| Једначина осцилаторног кретања: | {\displaystyle {\ddot {\psi }}\,+2\delta {\dot {\psi }}\,+{\omega }^{2}\psi \,=0\Rightarrow } | Где су: - {\displaystyle 2\delta =-{\frac {N_{r}-f_{tr}}{J_{z}}}}; {\displaystyle \delta } - фактор пригушења - {\displaystyle \omega ^{2}={\frac {N_{\beta }+k}{J_{z}}}}; {\displaystyle \omega } - сопствена учестаност - {\displaystyle f_{tr}} - кочећи момент трења у лежајевима ветренице |

| Решење једначине осцилаторног кретања: | {\displaystyle \psi \,=D\cos {\left(pt-\phi _{0}\,\right)}\Leftrightarrow \,\ D=\psi _{0}\ \ e^{{-\delta }t}{\sqrt {1+{\frac {\delta ^{2}}{\omega ^{2}-\delta ^{2}}}}}} |

Из снимљеног дијаграма осцилаторног кретања се може одредити фактор пригушења {\displaystyle \delta } и период осциловања {\displaystyle \ T}.
| Из односа амплитуда је: | {\displaystyle {\bigg \|}\qquad } | {\displaystyle {\frac {\|\psi _{1}\|}{\|\psi _{i}\|}}=e^{\delta \left({\frac {i-1}{2}}\right)T}\Rightarrow \log {\frac {\|\psi _{1}\|}{\|\psi _{i}\|}}=i\delta {\frac {T}{2}}-\delta {\frac {T}{2}}\Rightarrow \ } {\displaystyle \Rightarrow {\frac {\partial \log {\frac {\|\psi _{1}\|}{\|\psi _{i}\|}}}{\partial {i}}}={\frac {1}{2}}\delta T\Rightarrow \delta ={\frac {2}{T}}\ \Omega ,\quad \Rightarrow } Где је: {\displaystyle \qquad \Omega ={\frac {\partial \log {\frac {\|\psi _{1}\|}{\|\psi _{i}\|}}}{\partial {i}}}} |

Угао нагиба праве линије, приказане на слици, је Ω. Ta зависност је добијена с подацима из дијаграма осцилација. На овај начин се из снимљене криве осцилација, при раду аеротунела одреди укупни фактор пригушења и период осциловања, у коме је и утицај аеродинамике модела и механике ветренице. Са неколико поновљених експеримената се одреди статистичка средина резултата.
По истом принципу се изврши експеримент с ветреницом без рада аеротунела, у циљу мерења, односно елиминисања вредности момент инерције система из једначине за одређивање дериватива и фактор пригушења без утицаја аеродинамике.
Пошто је овај експеримент потребно извести без аеродинамичких утицаја, реализује се без рада аеротунела, а пожељно је да модел буде у барокомори (у условима разређеног ваздуха), уместо у радном делу, тако да нема никаквог аеродинамичког утицаја. При овом мерењу, без рада аеротунела, чланови диференцијалне једначине су:
| {\displaystyle \ 2\,\delta ^{*}={\frac {f_{tr}^{*}}{J_{z}}};\quad \omega {{^{*}}^{2}}={\frac {k}{J_{z}}}} | Где су: - {\displaystyle 2\delta ^{*}} - фактор пригушења, без утицаја аеродинамике - {\displaystyle \omega {{^{*}}^{2}}} - сопствена учестаност система, без утицаја аеродинамике - {\displaystyle f_{tr}^{*}} - кочећи момент трења у лежајевима ветренице, без аеродинамичког оптерећења система |

Крутост опружног система ветренице к је иста при оба експеримента.
| Помоћу добијених вредности {\displaystyle \ \delta ,\ \Omega ,\ T,\ \delta ^{*},\ \Omega ^{*}\ T^{*}\,} одређују се величине дериватива стабилности: |
| - {\displaystyle \delta =-{\frac {N_{r}-f_{tr}}{2J_{z}}};\quad \delta ^{*}={\frac {f_{tr}^{*}}{2J_{z}}};\quad T={\frac {{2\pi }^{*}}{p}};\quad \ T^{*}={\frac {2\pi }{p^{*}}}} - {\displaystyle \ p^{2}=\omega ^{2}-\delta ^{2};\quad \ p^{*^{2}}=\omega ^{*^{2}}-\delta ^{*^{2}};\quad \omega ^{2}={\frac {N_{\beta }+k}{J_{z}}};\quad \omega ^{*^{2}}={\frac {k}{J_{z}}}} - {\displaystyle -{\frac {N_{r}-f_{tr}}{2J_{z}}}=2{\frac {\Omega }{T}};\quad {\frac {f_{tr}^{*}}{2J_{z}}}=2{\frac {\Omega ^{*}}{T^{*}}}} |

Из претходног система једначина математичким трансформацијама се добијају решења:
| {\displaystyle \ N_{r}=f_{tr}-f_{tr}^{*}\ {\frac {T^{*}}{T}}\ {\frac {\Omega }{\Omega ^{*}}};} | {\displaystyle \ \ N_{\beta }={\frac {T^{*}}{T}}\ {\frac {1}{\Omega ^{*}}}\ \left(\pi \ {\frac {f_{tr}^{2}}{T}}+\Omega \ {\frac {1}{4}}\ {\frac {f_{tr}^{*}}{f_{tr}}}\right)-2{\frac {f_{tr}^{2}}{T^{*}}}\left({\frac {\pi ^{2}}{\Omega ^{*}}}+\Omega ^{*}\right)} |
| {\displaystyle \ C_{n_{\beta }}={\frac {2\,N_{\beta }}{\rho \ \ v^{2}\ S\ b}};}                | {\displaystyle C_{n_{r}}={\frac {4N_{r}}{\rho \ \mathbf {v} \ S\ b^{2}}}} |

Трење {\displaystyle \ f_{tr}} и {\displaystyle \ f_{tr}^{*}} у лежајевима ветренице, мери се класичном методом, усвојеном у машинству, при симулацији оптерећења за услове рада и мировања аеротунела. Све су величине у једначинама за одређивање извода аеродинамичког момента скретања по ψ и β познате, на основу описаних експерименат, а деривативи се обездимензионишу на описан начин.
Методологија еластичних принудних осцилација је веома погодна с позиције једноставности уређаја и математичког моделирања процеса. На слици горе десно је приказана шема уређаја с четири степена слободе. Тај принцип се базира на јасној физичкој и математичкој уочљивости и интерпретацији тренутка постизања резонансе.
Технички је практично неизводљив тај експеримент, због немогућности његове контроле. У пракси се тешко процес задржава у домену малих (линеарних) осцилација, у условима резонанце амплитуда неконтролисано расте. Постоји и велики ризик од потпуне деструкције система.
За разлику од еластичних, у широкој су употреби круте принудне осцилације. Оне имају велику предност због могућности управљања процесом у жељеном времену трајања. Француска ОНЕРА је развила уређај за мерење дериватива стабилности с крутим принудним осцилацијама. Његов шематски приказ је дат на слици.
Уређај се састоји из: погона са ексцентром, извора синусне струје, давача положаја модела, модела постављеног на носач (копље) с мерним тракама (динамометром) и електронске опреме. Извор синусне струје се састоји из челичне конзоле с мерним тракама. Врх конзоле се оптерећује, на савијање преко ексцентра. Заједно с конзолом се оптерећују и мерне траке налепљене на њу. Те мерне траке се напајају струјом константног напона. Сагласно оптерећењу мерних трака у синусном облику и излазни напон струје из њих је синусног облика, без фазног помака у односу на погон побуде.
Давач положаја модела је исте конструкције као и извор синусне струје. Разлика је што има два Витстонова моста мерних трака. Један од њих се напаја струјом константног напона а други са синусном из описаног извора. Излаз, из моста напајаног са синусном струјом, служи за мерење угаоне амплитуде при осциловању модела. Излаз, из моста напајаног непроменљивом струјом, је синусног облика и у фази је с положајем модела. Давач положаја се уграђује, што је могуће ближе моделу, уз сам зид радног дела аеротунела.
Излазна струја из мерних трака, напајаних са синусном струјом, се уводи на један пол осцилоскопа а на други његов пол се уводи синусна струја из извора синусне струје. Када су ове две струје у фази, Лисажуова слика на осцилоскопу је сегмент праве линије. Ово је случај када је синусна струја у фази с кретањем модела.
Уколико се помоћу дефазатора синусна струја фазно помери за π/2 у односу на осцилације модела, тада је на осцилоскопу Лисажуова слика у облику елипсе. За овај случај се каже да су кретање модела и синусна струја у квадратури.
При осциловању модела, исти је оптерећен с размерно тренутној амплитуди променљиве (нападном углу или углу скретања). Ово оптерећење се преноси на носач модела што изазива промену отпора у мерним тракама налепљеним на њега. Те мерне траке се напајају са синусном струјом исте учестаности као осциловање модела. Региструје се разлика потенцијала у мерној дијагонали Витстоновог моста мерних трака носача (динамометра) и користи се за аналитичку синтезу и анализу математичког модела динамике модела (с аеродинамичким доприносом) и потенцијала струје. Моделирају се две једначине с везом механичких и аеродинамичких величина модела и регистрованих електричних. Једна једначина је за подешеност у фази, а друга за подешеност у квадратури. Мерење се због тога изводи два пута, једном за подешеност система у фази, а други пут у квадратури. Разлика потенцијала у дијагонали мерног моста се може симболично представити као вектор у комплексној равни. Реални део региструје писач при реглажи у фази, а имагинарни при квадратури.
Принципијелна шема поставе мерења и подешавања система је дата на слици.
Решавањем једначина, с коришћењем измерених величина, добијају се деривативи стабилности. За поставу мерења у уздужном кретању се одређују {\displaystyle C_{m_{\dot {\alpha }}};\,\ C_{m_{q}}}. За закренут модел за деведесет степени око x осе се мере бочни деривативи {\displaystyle \ C_{n_{\beta }};\,\ C_{n_{r}}}.
Математичко моделирање овог принципа мерења је обимно и компликовано, те као такво није погодно за детаљнији приказ.
Развијени су и унутрашњи уређаји за мерење дериватива с принудним крутим осцилацијама. Побуда се изводи хидропогоном преко минијатурних сервовентила и сервопокретача. Изглед таквог једног уређаја је дат на слици.

### Визуелизација струјања
Поред мерења аеродинамичких величина, потребно је и посматрање струјања ваздуха око модела летелице (а и реалне у лету), у функцији изучавања, подешавања истог и оптимизације аеродинамичке конструкције. Непосредно оптичко посматрање и снимање струјања у једнородној (хомогеној) средини није могуће. Морају се користити допунске технике да би се створили услови визуелне уочљивости и могућности снимања. За неке методе се додају допунски индикатори, а за неке методе је довољно користити одговарајућу опрему. Област експерименталне аеродинамике, која се бави овом проблематиком се назива визуелизација струјања ваздуха. Помоћу њених метода, види се опструјавање око модела. Ова технологија квантитативно и квалитативно допуњује и проширује могућности експерименталне аеродинамике.
Развијене су ефикасне методе визуелизације струјања за поглед у физикалност процеса у механици флуида, термодинамици, топлотним машинама, аероинжењерству, медицини и многим другим гранама делатности и науке.
У аеротунелима је помоћу визуелизације могуће посматрати:
- струјне линије,
- прелаз ламинарног у турбулентно струјање,
- генерисање и понирање вртлога,
- појаву отцепљења ваздушне струје,
- појаву ударних и експанзионих таласа и
- других феномена везаних за струјање.

Могуће је непосредно и посредно одређивање брзине струјања и њеног градијента, густине, притиска, температуре и вискозности флуида, као и одређивање Маховог броја.
Поједине методе визуелизације се примењују само у специјализованим једнонаменским а неке у вишенаменским аеротунелима. Визуелизација с димом се остварује само у димном аеротунелу а са гасним и кавитационим мехуром само у воденокавитационом тунелу.
Од свих приказаних, једино су оптичке бесконтактне методе и оне не уносе никакав утицај у струјно поље. Поред тога су, оне веома ефикасне и прецизне. Недостатак им је скупа, софистицирана опрема и неопходан високо квалификован кадар за руковање с њом. Ове методе се заснивају на појавама: преламања, интерференције, дифракције, рефлексије, расејавања и апсорпције светлости при проласку кроз дисконтинуалну средину.
| групе | методе | области брзина                                            | области брзина | намена      | илустрација |  |  |  |
| групе | методе | подзвучне                                                 | надзвучне      | намена      | илустрација |  |  |  |
| маркери | дим кончићи емулзије боје | {\displaystyle \ v\,} < 20 {\displaystyle \ v} < 50 да да | не не да не    | Л Л         |             |  |  |  |
| премази | уљни сублимациони флуоресцентни термосензитивне боје течни кристали | да да да не да                                            | да да да не    | Л Л         |             |  |  |  |
| маркери и електро хемијске методе | електронско гравирање убацивање маркера изазваног маркера инфрацрвена термометрија | да да да не                                               | да не не да    | Л К Л + К   |             |  |  |  |
| оптичке методе | сенка шлирен класична интерферометрија холографска интерферометрија моире ласер доплер анемометрија                                                                                    | да, за М < 0,5 да, за М < 0,5 да, за М < 0,5 да           | да да да       | Л + К Л + К |             |  |  |  |
| \| Легенда: {\displaystyle \quad \Rightarrow } \| - {\displaystyle \ v} - је брзина струјања флуида - М - Махов број - Л - локална визуелизација струјања флуида, на површини модела - К - визуелизација комплетног струјног поља флуида \| | |                                                           |                |             |             |  |  |  |
| Легенда: {\displaystyle \quad \Rightarrow } | - {\displaystyle \ v} - је брзина струјања флуида - М - Махов број - Л - локална визуелизација струјања флуида, на површини модела - К - визуелизација комплетног струјног поља флуида |                                                           |                |             |             |  |  |  |